# Baie des Îles de Mai
Baie des Îles de Mai är en vik i Kanada.   Den ligger i provinsen Québec, i den östra delen av landet, 800 km nordost om huvudstaden Ottawa.